# Rodney Ah You

a Compétitions nationales et continentales officielles uniquement.

b Matchs officiels uniquement.
Dernière mise à jour le 7 mars 2025.
Rodney Ah You, né le 27 octobre 1988 à Wellington, Nouvelle-Zélande est un joueur de rugby à XV. Ah You est un pilier polyvalent capable de jouer à gauche comme à droite. Il commence sa carrière professionnelle en 2009 à Canterbury avec qui il remporte un titre de Air New Zealand Cup (2009). Il quitte son île natale en 2010 pour aller jouer en Irlande, au Connacht avec qui il remportera le Pro12 en 2016. En 2014, il connaît sa première cape internationale avec l'équipe d'Irlande face à l'Argentine. En 2016, il rejoint une autre province irlandaise, celle de l'Ulster. 

## Carrière

### Club

#### Débuts
Ah You a commencé le rugby à seize ans, après avoir pratiqué la boxe pendant plusieurs années. Évoluant initialement comme troisième ligne, il se repositionna ensuite comme pilier sous l'influence, selon ses dires, de Dave Hewett, ancien joueur et actuel entraîneur des Crusaders. Ah You connaît des débuts rapides. Il apparaît dans l'équipe senior de Canterbury avant ses 20 ans et connaît plusieurs sélections avec l'équipe néo-zélandaise des moins de 20 ans. Dès sa primaire saison en Air New Zealand Cup, il remporte le titre de champion en tant que remplaçant lors de la finale face à Wellington (28-20). Il ne réussit néanmoins pas à jouer en Super 15 et quitte Canterbury pour l'Irlande en 2010 sans avoir jamais évolué avec les Crusaders.

#### Connacht (2010-2016)
Ah You rejoint le club irlandais de Connacht en octobre 2010 dans le cadre d'un contrat de 18 mois et afin de remplacer l'international anglais Robbie Morris alors blessé. 
Ah You fait ses débuts pour le Connacht le 12 décembre 2010 lors d'un match de Challenge européen contre les Harlequins. Il participe à son premier match de Pro12 le 1er janvier 2011 contre le Leinster. Au total, Ah You joue 14 matchs pour le Connacht lors de la saison 2010-2011, à chaque fois comme remplaçant. 
Il marque son premier essai avec le Connacht lors du premier match de la Pro12 2011-2012 contre le Benetton Trévise. Durant la saison 2011-2012, il participe à 13 matchs de Pro12 et à 4 de Coupe d'Europe de rugby à XV, dont 9 comme titulaires (7 fois en Pro12 et 2 fois en coupe d'Europe). 
Lors de la saison suivante, il joue 13 matchs de Pro12 et un match de coupe d’Europe contre Zebre à chaque fois comme remplaçant. En février 2013, il signe une extension de contrat jusqu'à la fin de la saison 2013-2014.
Lors de la saison 2013-2014, Ah You joue les 22 matchs de la saison régulière de Pro12, étant aligné 12 fois comme titulaire. Il joue également les 6 matchs de coupe d'Europe, dont deux comme membre du XV de départ. En décembre 2013, il signe une prolongation de contrat de deux saisons soit jusqu'à juin 2016.
Lors de la saison 2015-2016, le Connacht remporte son premier titre dans la compétition en battant en finale le Leinster (20-10) avec Ah You qui dispute la rencontre en tant que remplaçant.

#### Ulster (2016-)
En janvier 2016, le club de l'Ulster Rugby annonce la signature du pilier international à partir de la saison prochaine pour une durée de deux saisons.

### Carrière internationale
Lors de ses débuts en Nouvelle-Zélande, Ah You a connu plusieurs sélections avec les équipes de Nouvelle-Zélande des moins de 19 ans et des moins de 20 ans.
En octobre 2013, après trois ans de résidence en Irlande, Ah You devient sélectionnable pour son pays d'accueil. Dès janvier 2014, l’entraîneur de l'équipe d'Irlande Joe Schmidt intègre Ah You à sa liste de 44 joueurs présélectionnés pour le tournoi des six nations 2014. En juin 2014, Ah You est sélectionné pour la tournée de l'équipe d'Irlande en Argentine à la suite de la blessure de Martin Moore. Il participe au premier match de la tournée le 7 juin 2014 à Resistencia comme remplaçant, entrant en jeu comme pilier droit à la 67e minute en remplacement de Mike Ross. Il participe également comme remplaçant aux deux autres matchs de la tournée. Il ne participe en revanche pas aux matchs de la tournée d'automne 2014.

## Palmarès
- Champion du monde junior en 2008
- Vainqueur de la Air New Zealand Cup en 2009
- Vainqueur du Pro12 en 2016